# Gagrella apoensis
Gagrella apoensis is een hooiwagen uit de familie Sclerosomatidae.